# Управляющий Сансё
«Управляющий Сансё» — кинофильм режиссёра Кэндзи Мидзогути. Экранизация одноимённого рассказа Мори Огая.

## Сюжет
Феодальная Япония, период Хэйан. Справедливый провинциальный правитель отправлен в изгнание, его жена Тамаки с детьми — сыном Дзусио и дочерью Андзю — уезжает к своему брату. Через несколько лет они отправляются в место изгнания правителя, но на пути их обманом завлекают в ловушку. Тамаки продают в публичный дом в Садо, а детей в рабство в богатое поместье с жестоким управляющим Сансё. Сын Сансё, Таро, убеждает детей, что они должны выжить, чтобы бежать из поместья на поиски отца.

## В ролях
- Кинуё Танака — Тамаки
- Ёсиаки Ханаяги — Дзусио
- Кёко Кагава — Андзю
- Эйтаро Синдо — управляющий Сансё
- Акитакэ Коно — Таро

## Премьеры
- — национальная премьера фильма состоялась 31 марта 1954 года[1].
- — европейская премьера фильма прошла 2 сентября 1954 года в рамках XV Венецианского кинофестиваля[1]
- — в США впервые показан в 1955 году[1]
- — впервые показан российскому зрителю 21 октября 2002 года в рамках ретроспективы фильмов Кэндзи Мидзогути в московском Музее кино[2].

## Признание
Фильм принёс Кэндзи Мидзогути второго «Серебряного льва» на Венецианском фестивале.